# José Gregorio Tinoco de Contreras
José Gregorio Tinoco de Contreras kurz José Tinoco de Contreras (* 1780) war vom 15. Januar 1818 bis 21. November 1821 Intendente der Provinz Comayagua, einem Gebiet, das heute etwa Honduras entspricht.

## Leben

### Fühe Laufbahn
Der Gobernador Intendente und Brigadier José Gregorio Tinoco de Contreras war im kolonialen Neuspanien Alcalde Major, von Ciudad de Comayagua. Als solcher war er Mitglied des Cabildo de Españoles von Comayagua.

### Comayagua
Ciudad de Comayagua war der Bischofssitz der Diócesis de Comayagua und bis 1880 Hauptstadt von Honduras. Sie wurde durch Erdbeben 1774 und 1804 geschädigt.
1812 proklamierte Gregorio Tinoco de Contreras als Bürgermeister von Comayagua die Unabhängigkeit vom spanischen Mutterland. Im November 1817 gewährte der Consejo de Indias die Unabhängigkeit der Alcaldía Mayor von Tegucigalpa von der Regierung in Comayagua außer in Verteidigungsfragen. 15. Januar 1818 übergab Juan Antonio Tornos Santa Clara Cagigal die Intendencia von Comayagua an Gregorio Tinoco de Contreras.
1819 scheiterte eine Verschwörung Tinoco de Contreras als Alcalde Major abzusetzen und gefangen zu nehmen.

### Legitimistas
Am 24. August 1821 unterzeichnete Agustín de Itúrbide mit dem spanischen Vizekönig Juan O’Donojú den Vertrag von Córdoba, welche den Plan von Iguala ratifizierten und somit die Unabhängigkeit Neuspaniens sanktionierte.
Der so durch den mexikanischen Herrscher vorgezeichnete Weg in die Unabhängigkeit war für die Mitglieder der kolonialen Obrigkeit attraktiv, da er einen gesetzlich legitimierten Übergang, im Gegensatz zu einer Revolution, welche unter Umständen ihre gesellschaftliche Stellung bedroht hätte, darstellte.
Die Vorläufer der Partido Conservador nannten sich sprechend Legitimistas. Mit diesem Vertrag band Agustín de Itúrbide die Beamten des Ancien Régime auch in den übrigen Provinzen Neuspaniens an Mexiko, obwohl Guatemala im kolonialen Neuspanien nicht unbedeutend war. Die Gegner der Annexion der zentralamerikanischen Staaten durch das mexikanische Imperium waren hauptsächlich bei den Fiebres, wie sich die Partido Liberal damals nannte, zu finden. Tinoco de Contreras war Mitglied der Legitimistas. Tinoco de Contreras befürwortete die Annexion durch das mexikanische Imperium.
In Tegucigalpa gab es Widerstand gegen die Annexion durch das mexikanische Imperium. Tinoco de Contreras mobilisierte die Miliz, um Tegucigalpa zum Anschluss zu zwingen. José Francisco Morazán Quezada mobilisierte seinerseits in Guatemala eine Kompanie Miliz, welche schlagartig zu Bataillonsstärke anwuchs, worauf Tinoco de Contreras von militärischen Maßnahmen absah.
Am 21. November 1821 ernannte Tinoco de Contreras, Juan Lindo zum Intendente der Provinz Comayagua.
Tinoco de Contreras wurde Mitglied im Congreso Constituyente de México von 1821.